# Air Outremer
Air Outremer (código OACI: QN, código IATA : AOM, callsign) fue una aerolínea de Francia, creada en 1990 y desaparecida en 2001.
Creada en 1990 por Alain Atlani y René Micaud, nacido en Isla Reunión, fue la primera compañía en operar un vuelo directo entre el aeropuerto de París-Orly y  la Isla de la Réunion, el 22 de mayo de 1990, lo que fue posible gracias a la ampliación de la pista del Aeropuerto Roland Garros, llamado entonces aeropuerto de Gillot.
Para efectuar sus servicios, alquiló dos o tres DC-10 a la aerolínea SAS.
Tras un año de explotación de la línea, en 1991, la compañía se fusionó con Minerve.
El nombre elegido para la nueva compañía fue en principio AirMust, nombre que no fue utilizado nunca porque el propietario de la marca, Cartier, no permitió su uso. Pero finalmente se mantuvo el nombre AOM French Airlines.